# 百年宪政
《百年宪政》由沈勇平先生摄制，共8集｡每集分别为戊戌变法，预备立宪，议会政治，联省自治，国民参政会，重庆政协，台湾转型，大陆转型｡是一部讲解中国宪政发展史的纪录片駢體文｡该纪录片拍摄后，沈勇平在2014年4月被北京警方羁押，6月5日被批捕｡12月30日，沈勇平被北京市朝阳区人民法院以“非法经营”罪被判处一年有期徒刑｡

## 戊戌变法
1895年北洋舰队在中日甲午海战中全军覆没，中日签订《马关条约》，导致云集北京的科举举人联名上书，康有为，梁启超作万言书，提出“拒和、迁都、练兵、变法”的主张，史称“公车上书”，此举催生近代中国议政团体｡1898年2月康有为第七次上书，建议光绪效法俄国彼得，日本明治天皇变法维新，著《日本变政考》《俄彼得变政考》｡1898年6月6日，康有为代拟，徐致靖上书《请明定国是疏》駢體文｡1898年6月10日，光绪帝令翁同龢起草《明定国是诏》，戊戌变法就此展开｡后因为光绪及新派与慈禧及保守派之间摩擦不断，导致1898年9月19日的戊戌政变，戊戌变法就此告终｡

### 变法内容
戊戌变法在教育、经济、政治、军事体制上均有改革，教育上引进西学，采取中西兼修的模式駢體文｡经济上鼓励私人创办企业，主张兴办实业｡政治上最终目标为建立君主立宪制｡军事上采用西式训练，鼓励私人创办军工企业｡

#### 教育改革
- 创办京师大学堂，兴办翻译馆，设译书局｡
- 学习内容中西兼修
- 废八股，改为考历史 、政治及四书五经，且定期举行经济特科｡

#### 经济改革
- 鼓励实业，鼓励私人办厂
- 设铁路矿务总局、农工商总局，并且在各省设分局
- 开放八旗经商的禁令，命其学习士农工商自谋生计

#### 政治改革
- 解除报禁
- 裁撤冗官和重叠机构
- 准许地方官与士民上书

#### 军事改革
- 采用西式训练方法
- 允许私人办军事工厂
- 武科停试弓、骑、剑，改试枪炮
- 遣散老弱残兵，削减军饷须支，实行团练，裁减绿营，兴办民兵
- 筹办武备大学堂

康有为尚有许多未达述的目标，如定国教、立教部及教会、以孔子纪年、定宪法、开国会、君民合治、满汉平等、军队对皇帝负责，断发易服及迁都上海等｡

## 预备立宪
清政府在义和团乱及西方干涉后实施庚子后新政，是满清自洋务运动、戊戌变法后第三次大型改革，目的在于使清朝建立君主立宪政体駢體文｡慈禧太后根据清宗室载泽、戴鸿慈、徐世昌、端方和绍英五大臣的意见，于光绪三十二年（1906年）下诏预备立宪，阐述“仿行宪政”的涵义为“大权统于朝廷，庶政公诸舆论，以立国家万年有道之基”駢體文｡
1907年，清政府在中央设资政院，在地方设谘议局，各地自治组织、立宪公会纷纷建立，在《百年宪政》中，1907年被成为“中国自治年”駢體文｡
1908年，清政府颁布《钦定宪法大纲》，规定大清帝国万世一系，宣布十年后实行立宪駢體文｡《钦定宪法大纲》规定皇权的至高无上性，将皇权宪法化，引起朝野不满，立宪派大失所望駢體文｡梁启超认为：这个宪法大纲是“吐饰耳目，敷衍门面”駢體文｡
1909年（宣统元年）6月，各省进行谘议局选举駢體文｡
1910（宣统二年）九月初一，资政院举行第一次开院典礼，国会请愿运动进入高潮駢體文｡各省出现数千人集会，要求各省督抚代奏请愿呈稿駢體文｡湖北集会倡议“不开国会，不纳新捐”駢體文｡北京方面，国会请愿代表团迭向资政院和摄政王上书，资政院除代奏请愿外并通过了陈请速开国会专折駢體文｡在请愿运动压力下，十八个督抚、将军、都统由东三省总督锡良领衔联名奏请立即组织内阁、翌年开设国会駢體文｡清朝廷震惊之下，于11月14日宣布缩短预备立宪期限为五年，国会开设之前先设责任内阁駢體文｡
1911年5月8日（宣统三年四月十日），清政府废除军机处，宣布实行内阁官制，任命内阁总理、内阁大臣駢體文｡因成员名单中过半数为清宗室（皇族）与满人，被讥嘲为“皇族内阁”駢體文｡此举令国内有识之士震惊，令立宪派极其失望，认清清政府的保守顽固，无意实行宪政，相当一部分转而投身革命駢體文｡
1911年发生辛亥革命，南方诸省宣布独立，于1912年1月1日成立中华民国駢體文｡南北议和后，即1912年2月12日，隆裕太后发布《退位诏书》，宣布清宣统帝退位，清朝就此灭亡駢體文｡

## 议会政治
1912年1月1日，中华民国临时政府成立，孙文就职临时大总统駢體文｡1月5日举行内阁第一次会议，其组织方法依照《中华民国临时政府组织大纲》规定駢體文｡1912年3月8日南京临时参议院通过《中华民国临时约法》，3月11日公布实施，取代《中华民国临时政府组织大纲》駢體文｡《临时约法》规定中华民国为议会共和制政体駢體文｡
《中华民国临时约法》中规定“中华民国之立法权以参议院行之駢體文｡参议院以第十八条所定各地方选派之参议员组织之駢體文｡参议员每行省、内蒙古、外蒙古、西藏各选派五人；靑海选派一人駢體文｡其选派方法由各地方自定之参议院会议时每参议员有一表决权”駢體文｡
南北议和后，1912年3月10日，袁世凯在北京就任民国大总统駢體文｡
1912年3月，宋教仁在上海被刺杀，国务总理赵秉钧卷入刺杀案，临时参议院弹劾国务总理赵秉钧，不就赵辞职駢體文｡
《临时约法》实施后，中华民国实际上已经建立起一套行之有效的议会制度駢體文｡

## 大陆转型
1. ↑  . BBC 中文网.   [2017-11-11]. （原始内容存档于2017-11-11）.
2. ↑  (www.dw.com), Deutsche Welle. . DW.COM.   [2017-11-11]. （原始内容存档于2017-11-11） （中文）.